# Квинт Фабий Постумин
Квинт Фабий Постумин (лат. Quintus Fabius Postuminus) — римский государственный деятель начала II века.
Возможно, Постумин происходил из Испании. В конце правления Домициана, в 96 году, он занимал должность консула-суффекта. В 97 году Плиний Младший сделал попытку переложить вину за многочисленные казни при Домициане на доносчиков, в то время как большинство сената выступило за всеобщую амнистию. Фабий Постумин выступил против наказания доносчиков, в том числе и известного Публиция Церта.
При Траяне, в период с конца 101 года и до начала 102 или 103/104, Постумин занимал должность легата пропретора Нижней Мезии. В 111/112 году он был проконсулом Азии. В 113—117 годах Постумин находился на посту префекта Рима.